# تامیکا ویتمور
تامیکا ویتمور (انگلیسی: Tamika Whitmore؛ زادهٔ ۵ ژوئن ۱۹۷۷) بازیکن بسکتبال اهل ایالات متحده آمریکا است.
وی در مسابقات کشوری و بین‌المللی در مجموع برندهٔ ۱ مدال طلا شده‌است.